# Langrend under vinter-OL 2018 – stafet – Damer
Damernes stafet i langrend under vinter-OL 2018 bliver afviklet på Alpensia Cross-Country Centre den 17. februar 2018.  

## Konkurrencen
Damernes stafet afvikles over i alt 20 km, hvor fire skiløbere pr. nation skiftes til at løbe 5 km hver. De første skiløbere fra nationerne sendes af sted samlet og de to første runder afvikles i klassisk stil (10 km) mens de to sidste runder afvikles i fri stil (10 km). 

## Resultat
| Placering | Startnr. | Nation                        | Navn                                                                             | Tid     | Sluttid                         | Tidsdiff. |
| --------- | -------- | ----------------------------- | -------------------------------------------------------------------------------- | ------- | ------------------------------- | --------- |
| 1         | 1        | Norge                         | Ingvild Flugstad Østberg Astrid Uhrenholdt Jacobsen Ragnhild Haga Marit Bjørgen  | 51:24,3 | 13:28,9 14:15,9 11:46,7 11:52,8 | -         |
| 2         | 2        | Sverige                       | Anna Haag Charlotte Kalla Ebba Andersson Stina Nilsson                           | 51:26,3 | 13:50,3 13:26,4 12:11,4 11:58,2 | +2,0      |
| 3         | 5        | Olympiske atleter fra Rusland | Natalia Nepryaeva Yulia Belorukova Anastasia Sedova Anna Nechaevskaya            | 52:07,6 | 13:24,5 13:50,5 12:13,4 12:39,2 | +43,3     |
| 4         | 3        | Finland                       | Aino-Kaisa Saarinen Kerttu Niskanen Riitta-Liisa Roponen Krista Pärmäkoski       | 52:26,9 | 13:44,4 13:40,7 12:45,2 12:16,6 | +1:02,6   |
| 5         | 4        | USA                           | Sophie Caldwell Sadie Bjornsen Kikkan Randall Jessica Diggins                    | 52:44,8 | 14:26,0 13:54,2 12:12,9 12:11,7 | +1:20,5   |
| 6         | 6        | Tyskland                      | Stefanie Böhler Katharina Hennig Victoria Carl Sandra Ringwald                   | 53:13,7 | 14:16,4 13:53,9 12:37,9 12:25,5 | +1:49,4   |
| 7         | 7        | Schweiz                       | Laurien van der Graaff Nadine Fähndrich Nathalie von Siebenthal Lydia Hiernickel | 53:15,8 | 13:59,9 13:46,8 12:22,4 13:06,7 | +1:51,5   |
| 8         | 12       | Slovenien                     | Anamarija Lampič Katja Višnar Alenka Čebašek Vesna Fabjan                        | 53:55,7 | 13:28,4 14:47,7 12:22,1 13:17,5 | +2:31,4   |
| 9         | 9        | Italien                       | Anna Comarella Lucia Scardoni Elisa Brocard Ilaria Debertolis                    | 54:22,0 | 14:25,2 14:19,9 12:29,2 13:07,7 | +2:57,7   |
| 10        | 8        | Polen                         | Ewelina Marcisz Justyna Kowalczyk Martyna Galewicz Sylwia Jaśkowiec              | 54:30,9 | 14:23,1 14:13,0 13:14,8 12:40,0 | +3:06,6   |
| 11        | 11       | Tjekkiet                      | Kateřina Beroušková Karolína Grohová Petra Nováková Barbora Havlíčková           | 55:17,1 | 14:06,2 14:49,4 12:45,3 13:36,2 | +3:52,8   |
| 12        | 13       | Frankrig                      | Aurore Jéan Anouk Faivre-Picon Coraline Thomas Hugue Delphine Claudel            | 55:50,2 | 14:37,7 14:43,7 12:52,2 13:36,6 | +4:25,9   |
| 13        | 10       | Canada                        | Dahria Beatty Emily Nishikawa Cendrine Browne Anne-Marie Comeau                  | 56:14,6 | 15:00,2 14:35,0 12:53,7 13:45,7 | +4:50,3   |
| 14        | 14       | Hviderusland                  | Anastasia Kirillova Yulia Tikhonova Polina Seronosova Valiantsina Kaminskaya     | 57:56,1 | 15:46,7 14:47,3 13:16,4 14:05,7 | +6:31,8   |

## Medaljeoversigt
| Event        | Guld                                                                                          | Sølv                                                                   | Bronze |
| ------------ | --------------------------------------------------------------------------------------------- | ---------------------------------------------------------------------- | --- |
| Stafet Damer | Norge · Ingvild Flugstad Østberg · Astrid Uhrenholdt Jacobsen · Ragnhild Haga · Marit Bjørgen | Sverige · Anna Haag · Charlotte Kalla · Ebba Andersson · Stina Nilsson | Olympiske atleter fra Rusland · Natalia Nepryaeva · Yulia Belorukova · Anastasia Sedova · Anna Nechaevskaya |

## Eksterne Henvisninger
- Langrend Arkiveret 27. december 2017 hos  Wayback Machine på pyeongchang2018.com
- Det internationale skiforbund på fis-ski.com